# Siseme transiens
Siseme transiens är en fjärilsart som beskrevs av Adalbert Seitz 1917. Siseme transiens ingår i släktet Siseme och familjen Riodinidae. Inga underarter finns listade i Catalogue of Life.